# Тридцать-с-чем-то
«Тридцать-с-чем-то» (англ. Thirtysomething) — американский драматический телевизионный сериал, который выходил в эфир на ABC с 29 сентября 1987 по 28 мая 1991 года. За это время было снято четыре сезона, состоящих из 85 эпизодов. Шоу было создано Маршаллом Херсковицом и Эдвардом Цвиком.
За время своего существования шоу получило несколько десятков престижных наград и номинаций. Шоу в общей сложности было номинировано 42 раза на премию «Эмми», выиграв 13 премий, включая премию в категории «за Лучший драматический сериал » в 1988 году. Шоу также выиграло две премии «Золотой глобус»: «за лучший драматический сериал» в 1988 году, а Патриша Уэттиг выиграла премию в категории «Лучшая женская роль в драматическом сериале» в 1990 году.
В 2002 году Thirtysomething занял 19 место в списке «Пятьдесят величайших телешоу всех времён по версии TV Guide».

## Сюжет
Главным героям сериала немного более тридцати лет и они сталкиваются с кризисом среднего возраста. Основные персонажи сериала муж и жена Майкл Стедман (Кен Олин) и Хоуп Мердок (Мэл Харрис) и их ребёнок Джени, которые живут в Филадельфии. Супруги пытаются справиться с бытовой рутиной и однообразной работой.
Деловой партнер Майкла и его друг — Эллиот Уэстон (Тимоти Басфилд), у которого проблемный брак с художницей Нэнси (Патриша Уэттиг). Эллиот наблюдает за крахом своей семьи, но не может ничего исправить.
Хоуп разочаровывается в лучшей подруге детства Эллин Уоррен (Полли Дрейпер), местном политике.
Двоюродная сестра Майкла — фотограф Мелисса Стедман (Мелани Майрон), которая встречалась с его другом по колледжу Гэри Шепердом (Питер Хортон) и разбила ему сердце. Гари пытается пережить отношения с Мелиссой и прожигает жизнь. В конце концов Гари женится на Сюзанне (Патриция Кэлембер).

## В ролях
- Патриша Уэттиг
- Кен Олин
- Шон Леви
- Мэл Харрис
- Мелани Майрон
- Тимоти Басфилд
- Питер Хортон
- Патриция Кэлембер
- Полли Дрейпер
- Дэвид Кленнон

### Приглашенные актёры
В разные годы в сериале в одном или более эпизодах снялись такие актёры как Патриция Хитон, Дана Дилейни, Ширли Найт, Стэнли Туччи, Эстелл Райнер.